# Смерть короля Пшемысла II
«Сме́рть короля́ Пше́мысла II» (пол. Śmierć Przemysława w Rogoźnie) — картина, написана Яном Матейко в 1875 году и изображает события 8 февраля 1296 года. В этот день в Рогозьно был убит польский король Пшемысл II. Королевский двор отсыпался после празднества предыдущего дня. Короля застали спящим и он не успел взять в руки оружие.

## Сюжет и персонажи картины
Убийц к королю подослали бранденбургские маркграфы, а в организации покушения приняли участие оппозиционно настроенные представители великопольской знати. Накануне королевский двор праздновал жирный вторник. Убийцы пришли в пепельную среду, когда охранники и король спали после последнего дня карнавала. В левом углу виден богато украшенный ещё неубранный стол.

## История полотна
В Польше картина экспонировалась всего три раза. Сразу после создания в Кракове в 1875 году в Обществе друзей изящных искусств, в 1894 году во Львове во время общенациональной выставки. После этой выставки полотно приобрёл епископ Иосиф Штроссмаер и передал Академии наук в Загребе. Полотно в настоящее время принадлежит Современной галерее Загреба. В третий раз в Польше полотно экспонировалось в Национальном музее Познани, в течение трех месяцев осенью 2007 года.